# Morozivka, Murovani Kurîlivți
Morozivka (în ucraineană Морозівка) este o comună în raionul Murovani Kurîlivți, regiunea Vinnița, Ucraina, formată numai din satul de reședință.

## Demografie
Componența lingvistică a satului Morozivka
     Ucraineană (99,44%)
     Alte limbi (0,56%)
Conform recensământului din 2001, majoritatea populației satului Morozivka era vorbitoare de ucraineană (99,44%), existând în minoritate și vorbitori de alte limbi.